# 安士龙
安士龙，中华人民共和国政治人物、全国脱贫攻坚先进个人。

## 生平
安士龙为四川省住房和城乡建设厅干部。因在脱贫攻坚战中作出突出贡献，2021年2月25日全国脱贫攻坚总结表彰大会上，安士龙被授予“全国脱贫攻坚先进个人”。